# Onthophagus bengalensis
Onthophagus bengalensis là một loài bọ cánh cứng trong họ Bọ hung (Scarabaeidae).